# Brescia Calcio 2021-2022
Questa voce raccoglie le informazioni riguardanti il Brescia Calcio nelle competizioni ufficiali della stagione 2021-2022.

## Stagione
Il Brescia disputa la 63ª stagione della propria storia in Serie B. Il nuovo allenatore è Filippo Inzaghi.
Il 16 agosto del 2021, la squadra esordisce nei trentaduesimi di finale di Coppa Italia, venendo eliminata dal Crotone dopo i calci di rigore.
Ad inizio campionato, il Brescia inanella tre vittorie consecutive nelle prime tre giornate, continuando la serie positiva fino alla sesta giornata, alla quale arriva con un bottino di quattro vittorie e due pareggi. Dopo due sconfitte consecutive alla 7ª e all'8ª giornata, la squadra conquista dieci punti in quattro partite, trovandosi al primo posto in solitaria dopo la 12ª giornata. La posizione di testa verrà mantenuta per due giornate e persa dopo la sconfitta interna nello scontro diretto con il Pisa della 14ª giornata, tuttavia recuperata nella giornata successiva a seguito della vittoria sul campo del Parma. Alla 16ª giornata, dopo la sconfitta interna con il Monza, il Brescia scivola al terzo posto, salendo al secondo posto nella giornata successiva, grazie alla vittoria esterna sulla SPAL. Negli ultimi due turni, la squadra ottiene un pareggio interno con il Cittadella e una vittoria esterna sulla Reggina, concludendo il girone d'andata al secondo posto.
Nella settimana tra la 21ª e la 22ª giornata, gli organi di stampa hanno dato notizia dell'esonero dell'allenatore Inzaghi, dando per certo il ritorno di Diego López come sostituto. Tuttavia, Inzaghi rimane alla guida tecnica della squadra dopo il ripensamento López e il chiarimento tra il presidente Cellino e Inzaghi, avvenuto con la mediazione del direttore sportivo Francesco Marroccu.
Nel frattempo, il girone di ritorno era iniziato con tre pareggi consecutivi, seguiti dalla vittoria in trasferta sul Crotone della 23ª giornata. Alla 25ª giornata, a seguito della vittoria interna con l'Ascoli, il Brescia ritrova la testa della classifica in solitaria. Tre giornate dopo, a seguito della sconfitta in casa della Cremonese, la squadra scivola al quarto posto, restando tuttavia a stretto contatto con le prime. Dopo tre pareggi consecutivi tra la 29ª e la 31ª giornata, il Brescia scende in quinta posizione, a quattro lunghezze dal secondo posto e dalla promozione diretta. Il 23 marzo, durante la pausa per le nazionali, Inzaghi viene esonerato e al suo posto viene ingaggiato Eugenio Corini. Dopo 3 partite con Corini in panchina, il Brescia recupera terreno vincendo con il Vicenza e pareggiando con il Pisa nello scontro diretto dell'Arena Garibaldi, portandosi poi a 2 punti dal secondo posto dopo la vittoria interna sul Parma. A 4 giornate dal termine della stagione regolare, il Brescia pareggia in casa del Monza in uno scontro diretto, scivolando al sesto posto in classifica, pur rimanendo a 3 punti dal secondo posto. Dopo un pareggio interno con la SPAL e una sconfitta sul campo del Cittadella alla penultima giornata, la squadra abbandona matematicamente ogni speranza di promozione diretta. All'ultima giornata la squadra batte la Reggina, consolidando il quinto posto finale che vale l'accesso al turno preliminare dei play-off contro il Perugia ottavo classificato.
Nell'incontro casalingo contro il Perugia, le rondinelle conquistano la semifinale rischiando l'eliminazione, andando sotto 0-1 nel primo tempo e 1-2 nel primo supplementare. L'ingresso di Flavio Bianchi dà la spinta decisiva alla squadra biancazzurra che reagisce e ribalta il punteggio con un gol di Florian Ayé su assist di Bianchi ed uno dello stesso Bianchi. Nelle semifinali il Brescia incontra il Monza, venendo sconfitto nella gara d'andata al Rigamonti per 2-1, dopo essere passato in vantaggio con Moreo e successivamente raggiunto e superato dalla doppietta di Gytkjær. Anche nella gara di ritorno arriva una sconfitta con il medesimo risultato, con il Brescia rimontato dalle reti di Mancuso e D'Alessandro, dopo essere stato in vantaggio con un gol di Tramoni, mancando così la finale.

## Divise e sponsor
Lo sponsor tecnico per la stagione 2021-2022 è Kappa, mentre gli sponsor ufficiali sono: Rigamonti Salumificio S.p.A. (main sponsor), Intesa Sanpaolo (main sponsor) e OMR (second sponsor).
| Casa | Trasferta | Terza divisa |

## Organigramma societario
Area direttiva
- Presidente: Massimo Cellino
- Consiglieri: Edoardo Cellino, Giampiero Rampinelli Rota, Aldo Ghirardi, Nicolò Pio Barattieri Di San Pietro, Daniel Arty, Luigi Micheli
- Direttore generale: Luigi Micheli
- Responsabile affari generali: Andrea Mastropasqua
- Direttore sportivo: Christian Botturi[36][37] (1ª-8ª), Francesco Marroccu[38] (9ª-)
- Team manager: Edoardo Piovani

Area tecnica
- Allenatore: Filippo Inzaghi (1ª-31ª), Eugenio Corini (32ª-38ª e play off)
- Allenatore in seconda: Maurizio D'Angelo (1ª-31ª), Salvatore Lanna (32ª-38ª e play off)
- Preparatore dei portieri: Alessandro Vitrani
- Preparatori atletici: Luca Alimonta (1ª-31ª), Daniele Cenci (1ª-31ª), Eduardo Pizzarelli (1ª-31ª), Salvatore Sciuto (32ª-38ª e play off)
- Match analyst: Simone Baggio (1ª-31ª), Matteo Camoni (32ª-38ª e play off)
- Collaboratore tecnico: Stefano Olivieri (32ª-38ª e play off)

Area sanitaria
- Responsabile sanitario: Andrea D'Alessandro
- Fisioterapisti: Gabriele Crescini, Alex Mario Maggi, Riccardo Raccagni

## Rosa
| N. |                                 | Ruolo | Calciatore              |
| -- | ------------------------------- | ----- | ----------------------- |
| 1  | Finlandia (bandiera)            | P     | Jesse Joronen           |
| 2  | Australia (bandiera)            | D     | Fran Karačić            |
| 3  | Rep. Ceca (bandiera)            | D     | Aleš Matějů             |
| 3  | Italia (bandiera)               | D     | Stefano Sabelli         |
| 4  | Venezuela (bandiera)            | D     | Jhon Chancellor         |
| 5  | Paesi Bassi (bandiera)          | C     | Tom van de Looi         |
| 6  | Albania (bandiera)              | C     | Emanuele Ndoj           |
| 6  | Italia (bandiera)               | D     | Davide Adorni           |
| 7  | Slovacchia (bandiera)           | C     | Nikolas Špalek          |
| 8  | Argentina (bandiera)            | A     | Rodrigo Palacio         |
| 9  | Italia (bandiera)               | A     | Stefano Moreo           |
| 11 | Bosnia ed Erzegovina (bandiera) | A     | Riad Bajić              |
| 12 | Italia (bandiera)               | P     | Simone Perilli          |
| 14 | Italia (bandiera)               | D     | Massimiliano Mangraviti |
| 15 | Italia (bandiera)               | D     | Andrea Cistana          |
| 18 | Finlandia (bandiera)            | C     | Simon Skrabb            |
| 18 | Italia (bandiera)               | A     | Flavio Bianchi          |
| 19 | Francia (bandiera)              | D     | Matthieu Huard          |

| N. |                     | Ruolo | Calciatore                |
| -- | ------------------- | ----- | ------------------------- |
| 20 | Francia (bandiera)  | A     | Florian Ayé               |
| 21 | Polonia (bandiera)  | C     | Jakub Łabojko             |
| 21 | Italia (bandiera)   | P     | Lorenzo Andrenacci        |
| 22 | Svezia (bandiera)   | P     | Oscar Linnér              |
| 23 | Italia (bandiera)   | C     | Michele Cavion            |
| 23 | Italia (bandiera)   | C     | Federico Proia            |
| 24 | Polonia (bandiera)  | C     | Filip Jagiełło            |
| 25 | Italia (bandiera)   | C     | Dimitri Bisoli (capitano) |
| 26 | Italia (bandiera)   | C     | Massimo Bertagnoli        |
| 27 | Francia (bandiera)  | C     | Mattéo Tramoni            |
| 28 | Italia (bandiera)   | C     | Giacomo Olzer             |
| 29 | Croazia (bandiera)  | C     | Marko Pajač               |
| 30 | Italia (bandiera)   | D     | Mattia Capoferri          |
| 30 | Svizzera (bandiera) | C     | Valon Behrami             |
| 31 | Italia (bandiera)   | C     | Lorenzo Andreoli          |
| 32 | Italia (bandiera)   | D     | Andrea Papetti            |
| 33 | Italia (bandiera)   | P     | Paolo Prandini            |
| 37 | Francia (bandiera)  | C     | Mehdi Léris               |

## Calciomercato

### Sessione estiva(dall'1/7 al 31/8)
| Acquisti | Acquisti           | Acquisti          | Acquisti   |
| R.       | Nome               | da                | Modalità   |
| -------- | ------------------ | ----------------- | ---------- |
| P        | Oscar Linnér       | Arminia Bielefeld | prestito   |
| P        | Simone Perilli     | Pisa              | definitivo |
| C        | Mattéo Tramoni     | Cagliari          | prestito   |
| C        | Riad Bajić         | Udinese           | prestito   |
| C        | Giacomo Olzer      | Milan             | definitivo |
| C        | Filip Jagiełło     | Genoa             | prestito   |
| C        | Michele Cavion     | Salernitana       | prestito   |
| C        | Massimo Bertagnoli | svincolato        | definitivo |
| C        | Mehdi Léris        | Sampdoria         | prestito   |
| A        | Stefano Moreo      | Empoli            | prestito   |
| A        | Rodrigo Palacio    | svincolato        | definitivo |

| Cessioni | Cessioni             | Cessioni          | Cessioni                |
| R.       | Nome                 | a                 | Modalità                |
| -------- | -------------------- | ----------------- | ----------------------- |
| P        | Matic Kotnik         | Volo              | definitivo              |
| P        | Lorenzo Andrenacci   | Genoa             | definitivo              |
| D        | Nicolò Verzeni       | Pergolettese      | definitivo              |
| D        | Bruno Martella       | Ternana           | definitivo              |
| D        | Alessandro Semprini  |                   | risoluzione consensuale |
| C        | Birkir Bjarnason     |                   | svincolato              |
| C        | Jaromír Zmrhal       | Slovan Bratislava | definitivo              |
| C        | Sandro Tonali        | Milan             | definitivo              |
| C        | Filip Jagiełło       | Genoa             | fine prestito           |
| C        | Andrea Ghezzi        | Pro Sesto         | prestito                |
| A        | Antonino Ragusa      | Verona            | fine prestito           |
| A        | Hólmbert Friðjónsson | Holstein Kiel     | definitivo              |
| A        | Alfredo Donnarumma   | Ternana           | prestito                |
| A        | Luca Pandolfi        | Turris            | fine prestito           |

### Trasferimenti tra le sessioni
| Acquisti | Acquisti       | Acquisti   | Acquisti   |
| R.       | Nome           | da         | Modalità   |
| -------- | -------------- | ---------- | ---------- |
| D        | Matthieu Huard | svincolato | definitivo |

| Cessioni | Cessioni     | Cessioni | Cessioni                |
| R.       | Nome         | a        | Modalità                |
| -------- | ------------ | -------- | ----------------------- |
| C        | Simon Skrabb |          | rescissione consensuale |
| D        | Aleš Matějů  |          | rescissione consensuale |

### Sessione invernale (dall'1/1 al 31/1)
| Acquisti | Acquisti           | Acquisti     | Acquisti   |
| R.       | Nome               | da           | Modalità   |
| -------- | ------------------ | ------------ | ---------- |
| P        | Lorenzo Andrenacci | Genoa        | prestito   |
| D        | Stefano Sabelli    | Genoa        | prestito   |
| D        | Davide Adorni      | Cittadella   | definitivo |
| C        | Federico Proia     | L.R. Vicenza | prestito   |
| C        | Valon Behrami      | svincolato   | definitivo |
| A        | Flavio Bianchi     | Genoa        | prestito   |

| Cessioni | Cessioni         | Cessioni     | Cessioni   |
| R.       | Nome             | a            | Modalità   |
| -------- | ---------------- | ------------ | ---------- |
| D        | Mattia Capoferri | Lecco        | prestito   |
| C        | Jakub Łabojko    | AEK Larnaca  | prestito   |
| C        | Michele Cavion   | L.R. Vicenza | definitivo |
| C        | Emanuele Ndoj    | Cosenza      | prestito   |

### Operazioni esterne alle sessioni
| Cessioni | Cessioni        | Cessioni          | Cessioni      |
| R.       | Nome            | a                 | Modalità      |
| -------- | --------------- | ----------------- | ------------- |
| P        | Oscar Linnér    | Arminia Bielefeld | fine prestito |
| D        | Jhon Chancellor | Zagłębie Lubin    | definitivo    |

## Risultati

### Serie B

#### Girone di andata
| Arbitro: | Miele (Nola) |

|  |           |                  |
|  | Marcatori | 29’ (rig.) Bajić |

| Arbitro: | Meraviglia (Pistoia) |

|                                                        |           |             |
| Jagiełło 9’ van de Looi 14’, 67’ Tramoni 57’ Moreo 90’ | Marcatori | 70’ G. Gori |

| Arbitro: | Fourneau (Roma) |

|             |           |                                      |
| Corazza 74’ | Marcatori | 55’ Léris 69’ Jagiełło 90+3’ Palacio |

| Arbitro: | Camplone (Pescara) |

|                     |           |                     |
| Léris 35’ Moreo 68’ | Marcatori | 70’, 83’ Mulattieri |

| Arbitro: | Dionisi (L'Aquila) |

|                         |           |                          |
| Zampano 38’ Canotto 43’ | Marcatori | 11’ Bertagnoli 90’ Moreo |

| Arbitro: | Massimi (Termoli) |

|                           |           |                                             |
| Dionisi 17’ Felicioli 23’ | Marcatori | 44’ Cistana 60’ Chancellor 73’ (rig.) Pajač |

| Arbitro: | Miele (Nola) |

|                       |           |                                                          |
| Palacio 45’ Bajić 84’ | Marcatori | 14’ Cerri 47’ La Gumina 89’ Bellemo 90+4’ (rig.) Gliozzi |

| Arbitro: | Guida (Torre Annunziata) |

|                    |           |  |
| De Luca 25’ (rig.) | Marcatori |  |

| Arbitro: | Aureliano (Bologna) |

|            |           |  |
| Špalek 84’ | Marcatori |  |

| Arbitro: | Irrati (Pistoia) |

|            |           |             |
| Bisoli 87’ | Marcatori | 81’ Dermaku |

| Arbitro: | Giacomelli (Trieste) |

|  |           |             |
|  | Marcatori | 89’ Tramoni |

| Arbitro: | Volpi (Arezzo) |

|           |           |  |
| Moreo 77’ | Marcatori |  |

| Arbitro: | Abbattista (Molfetta) |

|                          |           |                                 |
| Proia 18’ Giacomelli 84’ | Marcatori | 21’ Palacio 40’, 81’ Bertagnoli |

| Arbitro: | Sozza (Seregno) |

|  |           |             |
|  | Marcatori | 70’ Sibilli |

| Arbitro: | Cosso (Reggio Calabria) |

|  |           |            |
|  | Marcatori | 7’ Cistana |

| Arbitro: | Pairetto (Nichelino) |

|  |           |                        |
|  | Marcatori | 40’ Gytkjær 55’ Machín |

| Arbitro: | Giacomelli (Trieste) |

|  |           |                        |
|  | Marcatori | 48’ Tramoni 72’ Bisoli |

| Arbitro: | Paterna (Teramo) |

|           |           |               |
| Moreo 71’ | Marcatori | 52’ Antonucci |

| Arbitro: | Santoro (Messina) |

|  |           |              |
|  | Marcatori | 16’, 30’ Ayé |

#### Girone di ritorno
| Arbitro: | Dionisi (L'Aquila) |

|              |           |              |
| Jagiełło 35’ | Marcatori | 12’ Sørensen |

| Cosenza 5 febbraio 2022, ore 14:00 CET 21ª giornata | Cosenza             | 0 – 0 referto | Brescia | Stadio San Vito-Gigi Marulla (1 649 spett.)\| Arbitro: \| Aureliano (Bologna) \| |
| Arbitro:                                            | Aureliano (Bologna) |               |         |                                                                                  |

| Arbitro: | Paterna (Teramo) |

|           |           |             |
| Moreo 90’ | Marcatori | 69’ Corazza |

| Arbitro: | Volpi (Arezzo) |

|  |           |                    |
|  | Marcatori | 35’ (rig.) Tramoni |

| Arbitro: | Abbattista (Molfetta) |

|                         |           |                       |
| Tramoni 45+1’ Proia 90’ | Marcatori | 34’ Ciano 88’ Canotto |

| Arbitro: | Di Martino (Teramo) |

|                  |           |  |
| Palacio 19’, 52’ | Marcatori |  |

| Arbitro: | Irrati (Pistoia) |

|           |           |         |
| Cerri 12’ | Marcatori | 71’ Ayé |

| Arbitro: | Miele (Nola) |

|                            |           |             |
| F. Bianchi 81’ Palacio 85’ | Marcatori | 28’ De Luca |

| Arbitro: | Ayroldi (Molfetta) |

|                            |           |             |
| Gaetano 31’ Di Carmine 87’ | Marcatori | 23’ Cistana |

| Arbitro: | Fabbri (Ravenna) |

|               |           |            |
| Strefezza 19’ | Marcatori | 30’ Bisoli |

| Arbitro: | Piccinini (Forlì) |

|                     |           |                     |
| Bisoli 2’ Moreo 32’ | Marcatori | 21’ Tello 68’ Forte |

| Arbitro: | Baroni (Firenze) |

|               |           |         |
| Cambiaghi 41’ | Marcatori | 14’ Ayé |

| Arbitro: | Gariglio (Pinerolo) |

|                            |           |  |
| Moreo 28’ Pajač 45’ (rig.) | Marcatori |  |

| Pisa 6 aprile 2022, ore 19:00 CEST 33ª giornata | Pisa              | 0 – 0 referto | Brescia | Stadio Arena Garibaldi-Romeo Anconetani (7 271 spett.)\| Arbitro: \| Santoro (Messina) \| |
| Arbitro:                                        | Santoro (Messina) |               |         |                                                                                           |

| Arbitro: | Ghersini (Genova) |

|           |           |  |
| Moreo 64’ | Marcatori |  |

| Arbitro: | Marinelli (Tivoli) |

|            |           |            |
| Machín 49’ | Marcatori | 81’ Bisoli |

| Arbitro: | Rapuano (Rimini) |

|             |           |                  |
| Tramoni 84’ | Marcatori | 90+4’ Latte Lath |

| Arbitro: | Marini (Roma 1) |

|               |           |  |
| Cassandro 62’ | Marcatori |  |

| Arbitro: | Marchetti (Ostia Lido) |

|                                         |           |  |
| van de Looi 33’ Tramoni 47’ Cistana 88’ | Marcatori |  |

### Play off
| Arbitro: | Fourneau (Roma) |

|                                             |           |                      |
| Pajač 45+6’ (rig.) Ayé 107’ F. Bianchi 118’ | Marcatori | 10’ Kouan 102’ Matos |

| Arbitro: | Aureliano (Bologna) |

|          |           |                         |
| Moreo 7’ | Marcatori | 44’, 56’ (rig.) Gytkjær |

| Arbitro: | Valeri (Roma) |

|                                |           |            |
| Mancuso 70’ D'Alessandro 90+4’ | Marcatori | 7’ Tramoni |

### Coppa Italia
| Arbitro: | Massimi (Termoli) |

|                           |                      |                           |
| Vulić 26’ Mulattieri 76’  | Marcatori            | 46’ van de Looi 67’ Bajić |
| Molina Benali Mogoș Vulić | Tiri di rigore 4 – 2 | Bajić Moreo Ndoj Špalek   |

## Statistiche

### Statistiche di squadra
| Competizione | Punti | In casa | In casa | In casa | In casa | In casa | In casa | In trasferta | In trasferta | In trasferta | In trasferta | In trasferta | In trasferta | Totale | Totale | Totale | Totale | Totale | Totale | DR  |
| Competizione | Punti | G       | V       | N       | P       | Gf      | Gs      | G            | V            | N            | P            | Gf           | Gs           | G      | V      | N      | P      | Gf     | Gs     | DR  |
| ------------ | ----- | ------- | ------- | ------- | ------- | ------- | ------- | ------------ | ------------ | ------------ | ------------ | ------------ | ------------ | ------ | ------ | ------ | ------ | ------ | ------ | --- |
| Serie B      | 66    | 19      | 8       | 8       | 3       | 30      | 20      | 19           | 9            | 7            | 3            | 25           | 15           | 38     | 17     | 15     | 6      | 55     | 35     | +20 |
| Play off     | -     | 2       | 1       | 0       | 1       | 4       | 4       | 1            | 0            | 0            | 1            | 1            | 2            | 3      | 1      | 0      | 2      | 5      | 6      | -1  |
| Coppa Italia |       | 0       | 0       | 0       | 0       | 0       | 0       | 1            | 0            | 1            | 0            | 2            | 2            | 1      | 0      | 1      | 0      | 2      | 2      | 0   |
| Totale       |       | 22      | 9       | 8       | 4       | 34      | 24      | 21           | 9            | 8            | 4            | 28           | 19           | 42     | 18     | 16     | 8      | 62     | 43     | +19 |

### Andamento in campionato
| Giornata  | 1 | 2 | 3 | 4 | 5 | 6 | 7 | 8 | 9 | 10 | 11 | 12 | 13 | 14 | 15 | 16 | 17 | 18 | 19 | 20 | 21 | 22 | 23 | 24 | 25 | 26 | 27 | 28 | 29 | 30 | 31 | 32 | 33 | 34 | 35 | 36 | 37 | 38 |
| --------- | - | - | - | - | - | - | - | - | - | -- | -- | -- | -- | -- | -- | -- | -- | -- | -- | -- | -- | -- | -- | -- | -- | -- | -- | -- | -- | -- | -- | -- | -- | -- | -- | -- | -- | -- |
| Luogo     | T | C | T | C | T | T | C | T | C | C  | T  | C  | T  | C  | T  | C  | T  | C  | T  | C  | T  | C  | T  | C  | C  | T  | C  | T  | T  | C  | T  | C  | T  | C  | T  | C  | T  | C  |
| Risultato | V | V | V | N | N | V | P | P | V | N  | V  | V  | V  | P  | V  | P  | V  | N  | V  | N  | N  | N  | V  | N  | V  | N  | V  | P  | N  | N  | N  | V  | N  | V  | N  | N  | P  | V  |
| Posizione | 2 | 1 | 1 | 2 | 3 | 2 | 3 | 4 | 2 | 4  | 2  | 1  | 1  | 2  | 1  | 3  | 2  | 2  | 2  | 3  | 3  | 4  | 3  | 4  | 1  | 3  | 2  | 4  | 4  | 5  | 5  | 4  | 5  | 4  | 6  | 4  | 5  | 5  |

Fonte:  Classifiche, su legab.it.
Legenda:

Luogo: C = Casa; T = Trasferta. Risultato: V = Vittoria; N = Pareggio; P = Sconfitta.

### Statistiche dei giocatori
- NB: per i portieri vengono contate le reti subite

| Giocatore      | Serie B  | Serie B | Serie B     | Serie B    | Coppa Italia | Coppa Italia | Coppa Italia | Coppa Italia | Totale   | Totale | Totale      | Totale     |
| Giocatore      | Presenze | Reti    | Ammonizioni | Espulsioni | Presenze     | Reti         | Ammonizioni  | Espulsioni   | Presenze | Reti   | Ammonizioni | Espulsioni |
| -------------- | -------- | ------- | ----------- | ---------- | ------------ | ------------ | ------------ | ------------ | -------- | ------ | ----------- | ---------- |
| D. Adorni      | 13+3     | 0       | 3+1         | 1          | 0            | 0            | 0            | 0            | 16       | 0      | 4           | 1          |
| L. Andrenacci  | 0        | 0       | 0           | 0          | 0            | 0            | 0            | 0            | 0        | 0      | 0           | 0          |
| F. Ayé         | 19+1     | 4+1     | 0           | 0          | 1            | 0            | 0            | 0            | 21       | 5      | 0           | 0          |
| L. Andreoli    | 3        | 0       | 0           | 0          | 1            | 0            | 0            | 0            | 4        | 0      | 0           | 0          |
| R. Bajić       | 29       | 3       | 2           | 0          | 1            | 1            | 0            | 0            | 30       | 4      | 2           | 0          |
| V. Behrami     | 5        | 0       | 0           | 0          | 0            | 0            | 0            | 0            | 5        | 0      | 0           | 0          |
| M. Bertagnoli  | 37+3     | 3       | 2           | 0          | 0            | 0            | 0            | 0            | 40       | 3      | 2           | 0          |
| F. Bianchi     | 7+2      | 1+1     | 0           | 0          | 0            | 0            | 0            | 0            | 9        | 2      | 0           | 0          |
| D. Bisoli      | 37+3     | 5       | 4           | 0          | 1            | 0            | 1            | 0            | 41       | 5      | 5           | 0          |
| M. Cavion      | 10       | 0       | 0           | 0          | 0            | 0            | 0            | 0            | 10       | 0      | 0           | 0          |
| J. Chancellor  | 14       | 1       | 3           | 0          | 0            | 0            | 0            | 0            | 14       | 1      | 3           | 0          |
| A. Cistana     | 37+1     | 4       | 6           | 0          | 1            | 0            | 1            | 0            | 39       | 4      | 7           | 0          |
| M. Huard       | 6+3      | 0       | 1+1         | 0          | 0            | 0            | 0            | 0            | 9        | 0      | 2           | 0          |
| F. Jagiełło    | 28+3     | 3       | 1           | 0          | 1            | 0            | 0            | 0            | 32       | 3      | 1           | 0          |
| J. Joronen     | 36+3     | -32+6   | 2           | 0          | 1            | -1           | 0            | 0            | 40       | -27    | 2           | 0          |
| F. Karačić     | 17+1     | 0       | 3           | 1          | 0            | 0            | 0            | 0            | 18       | 0      | 3           | 1          |
| J. Łabojko     | 1        | 0       | 0           | 0          | 0            | 0            | 0            | 0            | 1        | 0      | 0           | 0          |
| M. Léris       | 33+3     | 2       | 7+1         | 0          | 0            | 0            | 0            | 0            | 36       | 2      | 8           | 0          |
| O. Linnér      | 1        | -2      | 0           | 0          | 0            | 0            | 0            | 0            | 1        | -2     | 0           | 0          |
| M. Mangraviti  | 26+2     | 0       | 2           | 0          | 1            | 0            | 0            | 0            | 29       | 0      | 2           | 0          |
| A. Matějů      | 17       | 0       | 2           | 0          | 1            | 0            | 0            | 0            | 18       | 0      | 2           | 0          |
| S. Moreo       | 38+3     | 9+1     | 4+1         | 0          | 1            | 0            | 0            | 0            | 42       | 10     | 5           | 0          |
| E. Ndoj        | 5        | 0       | 0           | 0          | 1            | 0            | 0            | 0            | 6        | 0      | 0           | 0          |
| G. Olzer       | 4        | 0       | 0           | 0          | 0            | 0            | 0            | 0            | 4        | 0      | 0           | 0          |
| M. Pajač       | 36+3     | 2+1     | 6           | 0          | 1            | 0            | 0            | 1            | 40       | 3      | 6           | 1          |
| R. Palacio     | 30+3     | 6       | 2           | 0          | 0            | 0            | 0            | 0            | 33       | 6      | 2           | 0          |
| A. Papetti     | 5        | 0       | 1           | 0          | 0            | 0            | 0            | 0            | 5        | 0      | 1           | 0          |
| S. Perilli     | 1        | -1      | 0           | 0          | 1            | -1           | 0            | 0            | 2        | -2     | 0           | 0          |
| P. Prandini    | 0        | 0       | 0           | 0          | 0            | 0            | 0            | 0            | 0        | 0      | 0           | 0          |
| F. Proia       | 14+3     | 1       | 4+1         | 0          | 0            | 0            | 0            | 0            | 17       | 1      | 5           | 0          |
| S. Sabelli     | 16+2     | 0       | 3           | 0          | 0            | 0            | 0            | 0            | 18       | 0      | 3           | 0          |
| N. Špalek      | 9        | 1       | 2           | 0          | 1            | 0            | 1            | 0            | 10       | 1      | 3           | 0          |
| M. Tramoni     | 38+3     | 7+1     | 4+1         | 0          | 1            | 0            | 0            | 0            | 42       | 8      | 5           | 0          |
| T. van de Looi | 30+3     | 3       | 9+1         | 0          | 1            | 1            | 1            | 0            | 34       | 4      | 11          | 0          |

### Annotazioni
1. ↑  41 se si contano i play off
2. ↑  42 se si contano i play off
3. 1 2  10 se si contano i play off
4. 1 2  Rescinde consensualmente il contratto a dicembre 2021
5. 1 2 3 4 5 6 7 8 9 10 11 12  Acquistato durante la sessione invernale di calciomercato
6. 1 2 3 4  Ceduto a febbraio 2022
7. 1 2 3 4 5 6 7  Ceduto durante la sessione invernale di calciomercato
8. ↑  Rescinde consensualmente il contratto a novembre 2021
9. 1 2  Il giocatore è rientrato al Genoa dal prestito della stagione 2020-2021. Successivamente, il Genoa, ha rinnovato il prestito del giocatore per la stagione 2021-2022

### Fonti
1. ↑   Stadio Rigamonti | Brescia Calcio - Sito Ufficiale, su bresciacalcio.it. URL consultato il 2 luglio 2021 (archiviato dall'url originale il 18 agosto 2022).
2. ↑   Filippo Inzaghi è il nuovo allenatore del Brescia, su bresciacalcio.it. URL consultato il 2 luglio 2021 (archiviato dall'url originale il 9 giugno 2021).
3. ↑   Coppa Italia, Brescia eliminato ai rigori a Crotone, su giornaledibrescia.it, 16 agosto 2021. URL consultato il 17 agosto 2021.
4. ↑   Tris vincente, il Brescia vola anche ad Alessandria, su ilgiorno.it, 11 settembre 2021. URL consultato il 12 novembre 2021.
5. ↑   Il Brescia primo in classifica a 24 punti, su giornaledibrescia.it, 7 novembre 2021. URL consultato il 12 novembre 2021.
6. ↑   Serie B, Brescia-Pisa 0-1: Sibilli regala la vetta a D'Angelo, su corrieredellosport.it, 27 novembre 2021. URL consultato il 28 novembre 2021.
7. ↑   Il Brescia espugna il Tardini e torna in vetta alla classifica, su giornaledibrescia.it, 1º dicembre 2021. URL consultato il 1º dicembre 2021.
8. ↑   Serie B: il Monza vince a Brescia, il Pisa passa a Como e torna in vetta, su sportmediaset.mediaset.it, 5 dicembre 2021. URL consultato il 5 dicembre 2021.
9. ↑   Il Brescia doma la Spal ed è secondo in classifica, su giornaledibrescia.it, 11 dicembre 2021. URL consultato il 12 dicembre 2021.
10. ↑   Serie B, Moreo risponde ad Antonucci: Brescia-Cittadella 1-1, su ilgiorno.it, 19 dicembre 2021. URL consultato il 15 gennaio 2022 (archiviato dall'url originale il 15 gennaio 2022).
11. ↑   Brescia buona la ripartenza, Reggina battuta 2-0, su giornaledibrescia.it, 15 gennaio 2022. URL consultato il 15 gennaio 2022.
12. ↑   Il Brescia esonera Inzaghi: fatale lo 0-0 di Cosenza. Torna Lopez, su gazzetta.it, 6 febbraio 2022. URL consultato il 9 febbraio 2022.
13. ↑   Filippo Inzaghi esonerato dal Brescia: Cellino richiama Lopez, su corriere.it, 6 febbraio 2022. URL consultato il 9 febbraio 2022.
14. ↑   Il Brescia cambia ancora: addio a Inzaghi, comincia il Diego Lopez 3°, su ilgiorno.it, 7 febbraio 2022. URL consultato il 9 febbraio 2022.
15. ↑   Brescia choc: Lopez lascia, Inzaghi resta in panchina, su giornaledibrescia.it, 8 febbraio 2022. URL consultato il 9 febbraio 2022.
16. ↑   Brescia, dietrofront: pace fatta tra Inzaghi e Cellino. Si continua insieme, su gazzetta.it, 9 febbraio 2022. URL consultato il 9 febbraio 2022.
17. ↑   Brescia, nuovo colpo di scena: Pippo Inzaghi torna in panchina, su ilgiorno.it, 9 febbraio 2022. URL consultato il 9 febbraio 2022.
18. ↑   Il Brescia a Crotone ritrova la vittoria dopo un mese, su giornaledibrescia.it, 16 febbraio 2022. URL consultato il 17 febbraio 2022.
19. ↑   Serie B, i risultati della 25ª giornata: Lecce ko in casa, il Brescia passa al comando, su sport.sky.it, 23 febbraio 2022. URL consultato il 23 febbraio 2022.
20. ↑   Brescia sconfitto 2-1 dalla Cremonese, su giornaledibrescia.it, 5 marzo 2022. URL consultato il 5 marzo 2022.
21. ↑   Brescia deludente, solo un pari a Pordenone, su giornaledibrescia.it, 20 marzo 2022. URL consultato il 20 marzo 2022.
22. ↑   Filippo Inzaghi non è più l'allenatore del Brescia, su bresciacalcio.it, 23 marzo 2022. URL consultato il 23 marzo 2022 (archiviato dall'url originale il 23 marzo 2022).
23. ↑   Eugenio Corini è il nuovo allenatore del Brescia, su bresciacalcio.it, 23 marzo 2022. URL consultato il 23 marzo 2022 (archiviato dall'url originale il 26 marzo 2022).
24. ↑   Brescia-Vicenza 2-0: Corini ok, riparte la rincorsa alla A, su bresciaoggi.it, 3 aprile 2022. URL consultato il 12 aprile 2022.
25. ↑   Pisa-Brescia 0-0: la promozione diretta si allontana, le rondinelle giocano meglio ma non sfondano, su brescia.corriere.it, 6 aprile 2022. URL consultato il 12 aprile 2022.
26. ↑   Serie B, il Brescia batte 1-0 il Parma e sale al quarto posto, su repubblica.it, 11 aprile 2022. URL consultato il 12 aprile 2022.
27. ↑   Tutto ancora in gioco: tra Monza e Brescia finisce 1-1, su giornaledibrescia.it, 18 aprile 2022. URL consultato il 19 aprile 2022.
28. ↑   Brescia-Spal 1-1: Latte Lath acciuffa il pari all'ultimo respiro, su ilrestodelcarlino.it, 25 aprile 2022. URL consultato il 30 aprile 2022.
29. ↑   Doccia gelata per il Brescia: con il Cittadella è flop pesante, su giornaledibrescia.it, 30 aprile 2022. URL consultato il 30 aprile 2022.
30. ↑   Brescia, 3-0 alla Reggina: ora i play off contro il Perugia, su giornaledibrescia.it, 6 maggio 2022. URL consultato il 6 maggio 2022.
31. ↑   Brescia-Perugia 3-2 dts, Bianchi-gol ora c'è il Monza in semifinale, su sport.sky.it, 14 maggio 2022. URL consultato il 14 maggio 2022.
32. ↑   Bianchi stende il Perugia ai supplementari, Brescia in semifinale, su gazzetta.it, 14 maggio 2022. URL consultato il 17 maggio 2022.
33. ↑   Il Brescia cade in casa contro il Monza: al ritorno servirà un'impresa, su bresciaoggi.it, 18 maggio 2022. URL consultato il 19 maggio 2022.
34. ↑   Il Monza batte 2-1 il Brescia e raggiunge il Pisa nella finale dei play off, su sport.sky.it, 22 maggio 2022. URL consultato il 22 maggio 2022.
35. ↑   Rigamonti Salumificio S.p.A. nuovo main sponsor del Brescia Calcio, su bresciacalcio.it, 18 agosto 2021. URL consultato il 20 agosto 2021 (archiviato dall'url originale il 20 agosto 2021).
36. ↑  A stagione iniziata, il nuovo direttore sportivo era Roberto Gemmi, il quale ha rassegnato le dimissioni il 9 luglio 2021 -  Comunicato congiunto Brescia Calcio Roberto Gemmi, su bresciacalcio.it, 23 marzo 2022. URL consultato il 23 marzo 2022 (archiviato dall'url originale il 9 luglio 2021).
37. ↑   Christian Botturi è il nuovo Direttore Sportivo del Brescia Calcio, su bresciacalcio.it, 23 marzo 2022. URL consultato il 23 marzo 2022 (archiviato dall'url originale il 12 luglio 2021).
38. ↑  Incarico intrapreso dal 20 ottobre 2021 -  Francesco Marroccu nuovo Direttore dell’Area Tecnica del Club, su bresciacalcio.it, 23 marzo 2022. URL consultato il 23 marzo 2022 (archiviato dall'url originale il 20 ottobre 2021).
39. ↑   Oscar Linnér è un nuovo calciatore del Brescia, su bresciacalcio.it, 11 agosto 2021. URL consultato l'11 agosto 2021 (archiviato dall'url originale l'11 agosto 2021).
40. ↑   Simone Perilli è un nuovo calciatore del Brescia, su bresciacalcio.it, 1º luglio 2021. URL consultato il 1º luglio 2021 (archiviato dall'url originale il 27 luglio 2021).
41. ↑   Matteo Tramoni è un nuovo calciatore del Brescia, su bresciacalcio.it, 1º luglio 2021. URL consultato il 1º luglio 2021 (archiviato dall'url originale il 1º luglio 2021).
42. ↑   Riad Bajić è un nuovo calciatore del Brescia, su bresciacalcio.it, 5 luglio 2021. URL consultato il 5 luglio 2021 (archiviato dall'url originale il 6 luglio 2021).
43. ↑   Giacomo Olzer è un nuovo calciatore del Brescia, su bresciacalcio.it, 10 luglio 2021. URL consultato il 10 luglio 2021 (archiviato dall'url originale il 27 luglio 2021).
44. ↑   Filip Jagiello è un nuovo calciatore del Brescia, su bresciacalcio.it, 9 agosto 2021. URL consultato il 9 agosto 2021 (archiviato dall'url originale il 3 luglio 2022).
45. ↑   Michele Cavion è un nuovo giocatore del Brescia, su bresciacalcio.it, 13 agosto 2021. URL consultato il 13 agosto 2021 (archiviato dall'url originale il 23 settembre 2021).
46. ↑   Massimo Bertagnoli è un nuovo giocatore del Brescia, su bresciacalcio.it, 13 agosto 2021. URL consultato il 13 agosto 2021 (archiviato dall'url originale il 13 agosto 2021).
47. ↑   Mehdi Léris è un nuovo calciatore del Brescia, su bresciacalcio.it, 18 agosto 2021. URL consultato il 18 agosto 2021 (archiviato dall'url originale il 28 ottobre 2021).
48. ↑   Stefano Moreo è un nuovo calciatore del Brescia, su bresciacalcio.it, 12 agosto 2021. URL consultato il 12 agosto 2021 (archiviato dall'url originale il 23 settembre 2021).
49. ↑   Rodrigo Palacio è un nuovo giocatore del Brescia, su bresciacalcio.it, 18 agosto 2021. URL consultato il 18 agosto 2021 (archiviato dall'url originale il 27 giugno 2022).
50. ↑  (EL) Υπέγραψε στον Βόλο ο Μάτιτς Κότνικ, su volosfc.com, 7 giugno 2021. URL consultato il 2 luglio 2021.
51. ↑   Andrenacci è del Genoa, Marchetti rinnova, su genoacfc.it, 13 luglio 2021. URL consultato il 18 luglio 2021.
52. ↑   Arriva un nuovo gialloblù: Nicolò Verzeni, su uspergolettese1932.it, 14 luglio 2021. URL consultato il 19 luglio 2021.
53. ↑   Bruno Martella ceduto a titolo definitivo alla Ternana, su bresciacalcio.it, 23 agosto 2021. URL consultato il 23 agosto 2021 (archiviato dall'url originale il 23 settembre 2021).
54. ↑   Calciomercato, Semprini via dal Brescia va alla Pro Sesto, su giornaledibrescia.it, 31 agosto 2021. URL consultato il 4 settembre 2021.
55. ↑   Saluta anche Zmrhal, va allo Slovan Bratislava, su bresciasport.net, 22 giugno 2021. URL consultato il 1º luglio 2021.
56. ↑   Comunicato ufficiale: Sandro Tonali, su acmilan.com, 8 luglio 2021. URL consultato l'8 luglio 2021.
57. ↑   Jagiello si congeda da Brescia: «Grazie per la fiducia. In bocca al lupo!», su pianetagenoa1893.net, 31 maggio 2021. URL consultato il 18 luglio 2021.
58. ↑   Andrea Ghezzi ceduto a titolo temporaneo alla Pro Sesto 1913, su bresciacalcio.it, 23 agosto 2021. URL consultato il 23 agosto 2021 (archiviato dall'url originale il 23 settembre 2021).
59. ↑   Ragusa rientra dal prestito, Di Francesco lo valuterà?, su calciohellas.it, 22 giugno 2021. URL consultato il 19 luglio 2021.
60. ↑  (DE) Die ksv verpflichtet Hólmbert Aron Fridjónsson, su holstein-kiel.de, 21 giugno 2021. URL consultato il 1º luglio 2021.
61. ↑   Alfredo Donnarumma ceduto a titolo temporaneo alla Ternana, su bresciacalcio.it, 11 agosto 2021. URL consultato l'11 agosto 2021 (archiviato dall'url originale l'11 agosto 2021).
62. ↑   Ufficiale: Luca Pandolfi torna alla Turris, su notiziariocalcio.com, 23 giugno 2021. URL consultato il 18 novembre 2021.
63. ↑   Matthieu Huard è un nuovo calciatore del Brescia, su bresciacalcio.it, 4 settembre 2021. URL consultato il 4 settembre 2021 (archiviato dall'url originale il 4 settembre 2021).
64. ↑   Skrabb: "Ho rescisso col Brescia, ora mi sento più libero. Balotelli faceva prendere fuoco alle persone", su bresciaingol.com, 19 novembre 2021. URL consultato il 21 novembre 2021.
65. ↑   Risoluzione consensuale con Ales Mateju, su bresciacalcio.it, 31 dicembre 2021. URL consultato il 31 dicembre 2021 (archiviato dall'url originale il 28 gennaio 2022).
66. ↑   Lorenzo Andrenacci è un nuovo Calciatore del Brescia, su bresciacalcio.it, 31 gennaio 2022. URL consultato il 31 gennaio 2022 (archiviato dall'url originale il 1º febbraio 2022).
67. ↑   Stefano Sabelli è un nuovo giocatore del Brescia, su bresciacalcio.it, 14 gennaio 2022. URL consultato il 14 gennaio 2022 (archiviato dall'url originale il 27 giugno 2022).
68. ↑   Davide Adorni è un nuovo calciatore del Brescia, su bresciacalcio.it, 31 gennaio 2022. URL consultato il 31 gennaio 2022 (archiviato dall'url originale il 27 giugno 2022).
69. ↑   Federico Proia è un nuovo calciatore del Brescia, su bresciacalcio.it, 31 gennaio 2022. URL consultato il 31 gennaio 2022 (archiviato dall'url originale il 26 marzo 2022).
70. ↑   Valon Behrami è un nuovo calciatore del Brescia, su bresciacalcio.it, 31 gennaio 2022. URL consultato il 31 gennaio 2022 (archiviato dall'url originale il 28 settembre 2022).
71. ↑   Flavio Bianchi è un nuovo calciatore del Brescia, su bresciacalcio.it, 28 gennaio 2022. URL consultato il 28 gennaio 2022 (archiviato dall'url originale il 28 gennaio 2022).
72. ↑   Mattia Capoferri a titolo temporaneo alla Calcio Lecco 1912, su bresciacalcio.it, 5 gennaio 2022. URL consultato il 6 gennaio 2022 (archiviato dall'url originale il 28 gennaio 2022).
73. ↑   Jakub Labojko a titolo temporaneo all'AEK Larnaca, su bresciacalcio.it, 26 gennaio 2022. URL consultato il 26 gennaio 2022 (archiviato dall'url originale il 17 maggio 2022).
74. ↑   Michele Cavion all'L.R. Vicenza, su bresciacalcio.it, 29 gennaio 2022. URL consultato il 29 gennaio 2022 (archiviato dall'url originale il 30 gennaio 2022).
75. ↑  Il giocatore è di proprietà della Salernitana, la quale ha girato a sua volta il prestito al Vicenza -  Ufficiale – Cavion passa al Vicenza, su tifobrescia.it, 29 gennaio 2022. URL consultato il 29 gennaio 2022.
76. ↑   Emanuele Ndoj ceduto a titolo temporaneo, su bresciacalcio.it, 31 gennaio 2022. URL consultato il 31 gennaio 2022 (archiviato dall'url originale il 3 febbraio 2022).
77. ↑   Oscar Linner passa al GIF Sundsvall, su bresciacalcio.it, 6 febbraio 2022. URL consultato il 6 febbraio 2022 (archiviato dall'url originale il 7 febbraio 2022).
78. ↑  L'Arminia Bielefeld ha sospeso il prestito del giocatore, che è successivamente stato ceduto in prestito al GIF Sundsvall - (DE) Linnér-Leihe nach Sundsvall, su arminia.de, 7 febbraio 2022. URL consultato l'8 febbraio 2022.
79. ↑  (PL) Jhon Chancellor nowym obrońcą miedziowych, su zaglebie.com, 28 febbraio 2022. URL consultato il 28 febbraio 2022.
80. 1 2  Partita giocata con la capienza dello stadio stabilita con un limite massimo di 5 000 spettatori a causa della pandemia di COVID-19, cfr.  Serie A, massimo 5000 spettatori allo stadio fino a fine gennaio, su corrieredellosport.it, 8 gennaio 2022. URL consultato il 24 gennaio 2022.
81. ↑  L'orario d'inizio, inizialmente previsto per le 14:00, è stato posticipato di 5 minuti per protesta contro la guerra avviata dalla Russia nei confronti dell'Ucraina. -  Figc, gare con 5 minuti di ritardo per solidarietà verso l'Ucraina, su tuttosport.com, 25 febbraio 2022. URL consultato il 26 febbraio 2022.